# Церковь Сергия Радонежского (Новосергиево)
Храм Преподобного Сергия Радонежского — православный храм в селе Новосергиево Ногинского района Московской области.

## История
Храм во имя преподобного Сергия Радонежского была заложен в 1839 году в деревне Погост, принадлежащей Анатолию Демидову (он же считается и основателем храма), а деревня переименовано в село Ново-Сергиевский погост. Храм посвящён Святому Сергию в связи с тем, что деревни составляющие его приход, c XV веке по XVII века входили в состав владений Троице-Сергиевой лавры. Строительство храма продолжалось до 1841 года, в основном на пожертвования крестьян.
С 1847 года по 1873 года служил священником в Храме Борис Борисович Цветаев, выпускник Владимирской духовной семинарии 1840 года.
В 1876 храм был реконструирован и в нём создали два новых предела: Покрова Божией Матери и Святых апостолов Петра и Павла.
В 1920-х годах приход храма некоторое время примыкал к обновленцам. Храм был закрыт в 1938 году.

## Восстановление храма
Закрытый храм, по воспоминаниям местных жителей, долгое время стоял в полном убранстве, но впоследствии, как и многие другие церкви в нашей стране, подвергся разорению и опустошению. Его здание постепенно ветшало и приобретало весьма запущенный и печальный вид.
Храм был передан православной общине в 1991 году в сильно разрушенном виде. Настоятелем храма был назначен священник Александр Торик. Начались богослужения и одновременно реставрация храма, затянувшаяся более чем на десятилетие. Следующим настоятелем стал священник Андрей Туранский, бывший настоятелем с 14 января 2002 по 20 февраля 2003 года.
С 2003 по 2010 год при настоятельстве священника Виталия Бабушина в храме проводились реставрационные работы, в результате которых были восстановлены разрушенные своды трапезной части храма, реконструирована и введена в эксплуатацию система отопления, укреплен цоколь здания храма, полностью восстановлена кровля, заменены ветхие окна, отреставрирован фасад, восстановлены фронтоны портиков боковых фасадов, частично благоустроена территория вокруг храма и кладбища; осуществлены малярно-штукатурные работы в трапезной части храма. За исключением центрального алтаря в храме восстановлены полы. Установлены временные иконостасы.
1 июня 2010 года Настоятелем храма был назначен священник Павел Цоголов.
Во второй половине 2010 года была оштукатурена и окрашена центральная часть храма. Под куполом храма сохранился весьма обширный фрагмент росписи, который был закреплен для предотвращения дальнейшего разрушения. Реставрация продолжается.
В храме возрождается традиция древнерусского богослужебного пения. Действует воскресная школа. Приход духовно окормляет Электростальское и Ногинское отделение ветеранов войны в Афганистане и Чечне «Боевое братство», Электростальское отделение Всероссийского Общества глухих, электростальский интернат. Вблизи храма установлен мемориальный Поклонный крест в память погибших воинам-интернационалистам.

## Святыни храма
- икона преподобного Сергия Радонежского с частицами мощей;
- частица мощей священномученика Константина Богородского;
- икона Пресвятой Богородицы «Неопалимая Купина»
- икона великомученика Иакова Персянина
- икона святителя Тихона Задонского
- икона святителя Митрофана Воронежского

## Престольные праздники
- Преподобного Сергия Радонежского
- Покров Пресвятой Богородицы
- Святых первоверховных апостолов Петра и Павла
- Священномученика Харалампия, епископа Магнезийского

## Настоятели
- Александр Торик (1991—2002)
- Андрей Туранский (2002—2004)
- Виталий Бабушин (2002—2010)
- Павел Цоголов (с 2010)